# تينبريسنس

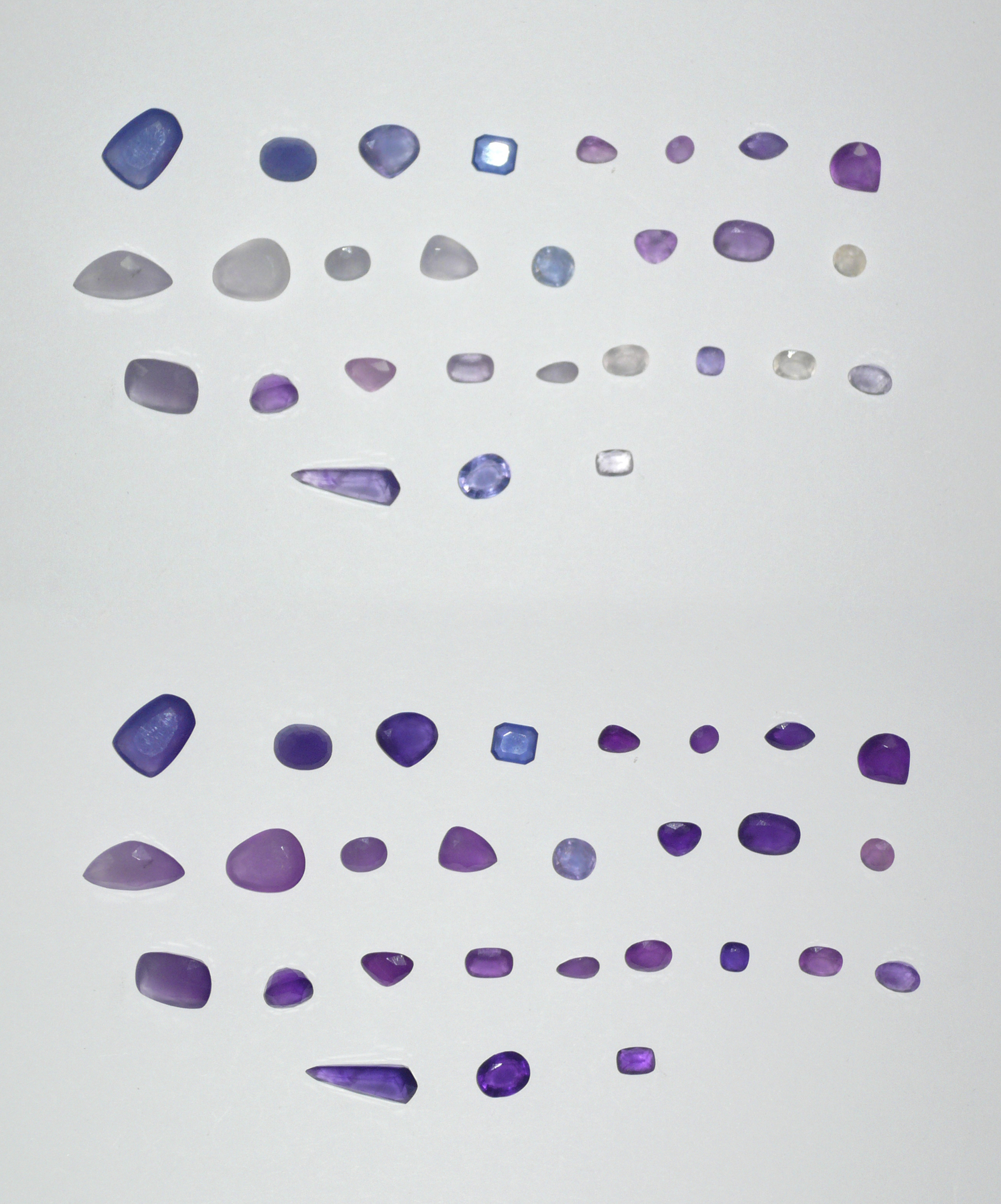
الهاكمانايت قبل (أعلى) وبعد (أسفل) التعرض للأشعة فوق البنفسجية

تينبريسينس والمعروف أيضًا باسم اللونية الضوئية القابلة للانعكاس، هي قدرة المعادن على تغيير اللون عند تعرضها للضوء، يمكن تكرار التأثير إلى أجل غير مسمى، ويتم تدميره بالتسخين.
تشمل المعادن الصوداليت والسبودومين والتوغتوبيت، ويتم استغلال السلوك الرقيقة في المواد الاصطناعية لتصنيع النظارات الشمسية ذاتية الضبط، والتي تصبح داكنة عند التعرض لأشعة الشمس.